# Кравченко, Николай Васильевич (политик)
Никола́й Васи́льевич Кра́вченко (24 октября 1945, Волноваха, Сталинская область — 20 февраля 2021) — украинский политик, член КПУ, председатель Всеукраинского союза в защиту прав водителей (с апреля 2000 года), первый секретарь Донецкого обкома КПУ (с марта 2005 года).

## Биография
Родился 24 октября 1945 года в семье рабочего; женат, имеет 2 детей. В 1973 году окончил Донецкий государственный университет, по специальности экономист.
- 1964 — слесарь по ремонту подвижного состава вагонного депо станции Волноваха Донецкой железной дороги[1].
- 1964—1965 — служба в армии[2].
- 1965—1967 — монтёр связи станции Волноваха.
- С 1967 — инструктор, секретарь Комитета комсомола, заведующий орготдела Волновахского райкома ЛКСМУ.
- 1974—1978 — инструктор, заведующий орготдела Волновахского райкома КПУ.
- 1978—1980 — слушатель Высшей партийной школы.
- С 1980 — заместитель начальника цеха, секретарь парткома Великоанадольского комбината огнеупоров.
- С 1983 — секретарь парткома Докучаевского флюсо-доломитного комбината.
- С 05.1985 — инструктор отдела тяжёлой промышленности Донецкого обкома КПУ.
- С 1987 — заместитель генерального директора по коммерческо-финансовой работе ГПО «Пивденвогнетрив», заместитель председателя правления концерна «Укрогнеупор»; генеральный директор Ассоциации огнеупорных предприятий Украины «Укрогнеупор».

Член Совета НБУ (07.1999-05.2000).
Заслуженный работник промышленности Украины (2006). Медаль «За трудовое отличие».

## Депутатская деятельность
Народный депутат Украины 3 созыва 03.1998-04.2002, избирательный округ № 57, Донецкая область. На время выборов: генеральный директор ассоциации «Укрогнеупор», член КПУ. Заместитель председателя Комитета по вопросам промышленной политики (с 07.1998), член фракции КПУ (с 05.1998).
Народный депутат Украины 4 созыва 04.2002-04.2006 от КПУ, № 26 в списке. На время выборов: народный депутат Украины, член КПУ. Член фракции коммунистов (с 05.2002), заместитель председателя Комитета по вопросам промышленной политики и предпринимательства (с 06.2002).
Народный депутат Украины 5 созыва 04.2006-11.2007 от КПУ, № 11 в списке. На время выборов: народный депутат Украины, член КПУ. Первый заместитель председателя Комитета по вопросам промышленной и регуляторной политики и предпринимательства (с 07.2006), член фракции КПУ (с 04.2006).
Народный депутат Украины 6 созыва 11.2007-12.2012 от КПУ, № 22 в списке. На время выборов: народный депутат Украины, член КПУ. Член фракции КПУ (с 11.2007), первый заместитель председателя Комитета по вопросам промышленной и регуляторной политики и предпринимательства (с 12.2007).
В 2010 году был избран в Донецкий облсовет (по многомандатному округу от КПУ). Сложил полномочия.